# Sargent House
Sargent House es una compañía discográfica independiente estadounidense dedicada al manejo de proyectos musicales y como sello discográfico asentada en Los Ángeles. Fue fundada en junio de 2006 por Cathy Pellow, quien funge como comisionada de videos musicales para Atlantic Records además de ser propietaria de una compañía productora de videos musicales llamada Refused TV. Pellow comenzó manejando a l abanda de rock RX Bandits en 2006. La banda necesitaba lanzar su álbum ...And the Battle Begun, por lo cual Pellow decidió realizar el lanzamiento a través de su propia casa discográfica (además de permitirse realizar cosas diferentes al modelo tradicional utilizado por otros sellos discográficos). A partir de ese momento, Pellow continuó manejando diferentes banda y lanzando sus álbumes, todos bajo la marca Sargent House.
Cronológicamente a partir de su fundación, Sargent House maneja a RX Bandits, These Arms Are Snakes, Maps & Atlases, Russian Circles, Tera Melos, Fang Island, Daughters, Red Sparowes, Good Old War, Native, This Town Needs Guns, Bygones, Lisa Papineau, Big Sir, Cast Spells, Zechs Marquise, Zach Hill, Le Butcherettes, Adebisi Shank, Hella, And So I Watch You from Afar y Helms Alee. En adición, Pellow también dirigió la empresa Rodríguez Lopez Productions, fundada por el guitarrista de The Mars Volta Omar Rodríguez-López. Sonny Kay, proveniente del sello Gold Standard Labs se unió como director artístico para Rodríguez Lopez Productions (RLP) y Sargent House. RLP lanzó en marzo de 2009 el disco de El Grupo Nuevo de Omar Rodríguez Lopez titulado Cryptomnesia. La asociación entre Rodríguez Lopez Productions y Sargent House finalizó a principios de 2014.
Las bandas manejadas por Sargent House también lanzan sus respectivos materiales a través del propio sello discográfico. El sello maneja una política de "no sometimiento", dando prioridad a bandas dentro de la división de manejo de Sargent House.

## Artistas en Sargent House/Rodríguez Lopez
| - A Dead Forest Index - Adebisi Shank - Alexis S.F. Marshall - All Tvvins - And So I Watch You From Afar - The Armed - Big Walnuts Yonder - Big Sir - Blis - Boris - Bosnian Rainbows - Brutus - Bygones - Cast Spells - Chelsea Wolfe - Crypts - Daughters - David Eugene Edwards - Deafheaven - Deantoni Parks - DIIV - Disheveled Cuss - Earth - Emma Ruth Rundle - Empty Houses - Eureka the Butcher - Fang Island - Good Old War - Gypsyblood - Hella - Helms Alee - Indian Handcrafts | - Io Echo - Ioanna Gika - Jaye Jayle - King Woman - Le Butcherettes - Lingua Ignota - Lisa Papineau - Love You Moon - Maps & Atlases - Marriages - ME&LP - Miserable - Mutoid Man - Mylets - Native - No Spill Blood - Nurses - Omar Rodríguez Lopez - Red Fang - Red Sparowes - Russian Circles - RX Bandits - Storefront Church - Tera Melos - Therapies Son - These Arms Are Snakes - This Town Needs Guns - Wovenhand - Zach Hill - Zechs Marquise - Zorch |